# Fernando González
Fernando Francisco González Cuiffardi, född 29 juli 1980 i Santiago de Chile, Chile, är en chilensk högerhänt före detta professionell tennisspelare.

## Tenniskarriären
Fernando González blev professionell spelare på ATP-touren 1999. Han har till och med augusti 2008 vunnit 10 singel- och 3 dubbeltitlar. Som bäst rankades han som nummer 5 i singel (januari 2007) och som nummer 25 i dubbel (juli 2005). Han har i prispengar spelat in 6 770 496 US dollar. 
Sju av sina tio singeltitlar har han vunnit på grusunderlag. I finalerna har han besegrat spelare som Nicolás Massú (6-2, 6-3 på grus i Orlando), Nicolás Lapentti (6-3, 6-7, 7-6 på grus i Viña del Mar), Gustavo Kuerten (7-5, 6-4 Viña del Mar, 2004), Olivier Rochus, Marcos Baghdatis och Tommy Robredo. Han har spelat ytterligare 10 finaler, bland andra Italienska öppna 2007. Han förlorade den finalen mot Rafael Nadal (2-6, 2-6). 
I januari 2007 nådde Gonzalez finalen i Australiska öppna. Han mötte där världsettan Roger Federer. Matchen blev jämn, men Federer var den starkare av de två, och vann med siffrorna 7-6, 6-4, 6-4. 
Gonzaléz vann tillsammans med Nicolás Massú Chiles första OS-guld någonsin då de vann dubbelturneringen i Olympiska sommarspelen 2004. Tidigare under veckan hade Gonzalez tagit brons i singelturneringen genom att ha besegrat Taylor Dent.
Han deltog i det segrande chilenska laget i World Team Cup 2003 och 2004. 
Gonzaléz har deltagit i det chilenska Davis Cup-laget årligen 1998-2007. Han har spelat totalt 36 matcher och vunnit 25 av dem.

## Spelaren och personen
Fernando Gonzaléz hade en mycket framgångsrik karriär som juniorspelare i tennis och var 1998 världsfyra i juniorrankingen. Han vann juniortiteln i singel i Franska öppna 1998. 
Gonzaléz är en typisk aggressiv baslinjespelare med mycket hårda grundslag. Hans spelstil är bäst lämpad för långsamma underlag. Hans spel har under de senaste säsongerna utvecklats mot större säkerhet med mindre felprocent.
Fernando Gonzaléz är son till en chilensk mjölnare (fadern) och en italiensk mor. Han har två systrar. I mars 2013 avslutade Gonzales sin karriär på grund av skador. 

## Grand Slam-finaler, singel (1)

### Finalförluster (1)
| År   | Turnering         | Finalmotståndare | Setsiffror    |
| ---- | ----------------- | ---------------- | ------------- |
| 2007 | Australiska öppna | Roger Federer    | 6-7, 4-6, 4-6 |

## ATP-titlar
- Singel
  - 2000 - Orlando
  - 2002 - Viña del Mar, Palermo
  - 2004 - Viña del Mar
  - 2005 - Auckland, Amersfoort, Basel
  - 2007 - Peking
  - 2008 - München, Viña del Mar
- Dubbel
  - 2004 - Aten
  - 2005 - Basel, Valencia